# Magnet Hill
Magnet Hill är en kulle i Antarktis. Den ligger i Västantarktis. Argentina, Chile och Storbritannien gör anspråk på området. Toppen på Magnet Hill är 563 meter över havet, eller 115 meter över den omgivande terrängen. Bredden vid basen är 5,5 km.
Terrängen runt Magnet Hill är kuperad norrut, men söderut är den platt. Trakten är glest befolkad. Närmaste befolkade plats är Esperanza Base, 19,4 kilometer öster om Magnet Hill. 